# Mateusz Parzymięso
Mateusz Parzymięso (ur. 12 maja 1988) – polski wokalista, basista, gitarzysta rockowy i muzyk sesyjny. Od 2019 jest wokalistą zespołu Myslovitz. Oprócz wokalu w Myslovitz jest współzałożycielem zespołu KID A, który prowadził z braćmi Michałem i Maciejem. Jako muzyk sesyjny wziął udział w nagraniu albumu Romana Walusia pt: Dwie dekady.

## Dyskografia[4]
Mietall Waluś
- Mietall Waluś – Dwie dekady (2017)